# Grande Nube di Magellano
La Grande Nube di Magellano (ingl. Large Magellanic Cloud, abbreviata in LMC in notazione internazionale) è una galassia nana, probabilmente satellite della Via Lattea, e la più grande delle due Nubi di Magellano.
Data la sua relativamente breve distanza di soli 48 kpc (160 000 al), è la galassia più vicina alla Via Lattea dopo la Nana Ellittica del Cane Maggiore (12,9 kpc (42 000 al)) e quella del Sagittario (16 kpc (52 000 al)), quest'ultima posta dalla parte opposta del centro galattico rispetto al sistema solare.
La Grande Nube di Magellano ha una massa equivalente a circa 10 miliardi di volte quella del Sole (1010 masse solari), pari a circa un decimo della massa della Via Lattea, ossia circa 20 miliardi di stelle; con un diametro di circa 14 000 anni-luce è dunque anche la quarta galassia più grande del Gruppo Locale, dopo quella di Andromeda, la via Lattea e la galassia del Triangolo.
Sebbene la Grande Nube sia spesso considerata una galassia irregolare, essa contiene una barra di notevole spessore che attraversa il suo centro che suggerisce che in origine si trattasse di una galassia spirale barrata la quale, a causa delle grandi forze mareali dovute all'interazione con la nostra Galassia e con la Piccola Nube di Magellano, abbia subito delle deformazioni. Il database degli oggetti extragalattici della NASA la considera infatti di classe SB(s) m, secondo la classifica di Hubble.
È visibile a occhio nudo come un debole oggetto nel cielo notturno dell'emisfero australe della Terra, al confine tra le costellazioni del Dorado e della Mensa. È chiamata così in onore di Ferdinando Magellano che la osservò assieme alla sua compagna (detta Piccola Nube di Magellano) nel suo viaggio di circumnavigazione terrestre.
Nella Nube si trova la Nebulosa Tarantola, la regione di formazione stellare più attiva del Gruppo Locale di galassie. Inoltre, nel 1987, fu osservata nella Nube l'esplosione di quella che sarebbe diventata famosa come Supernova 1987a.

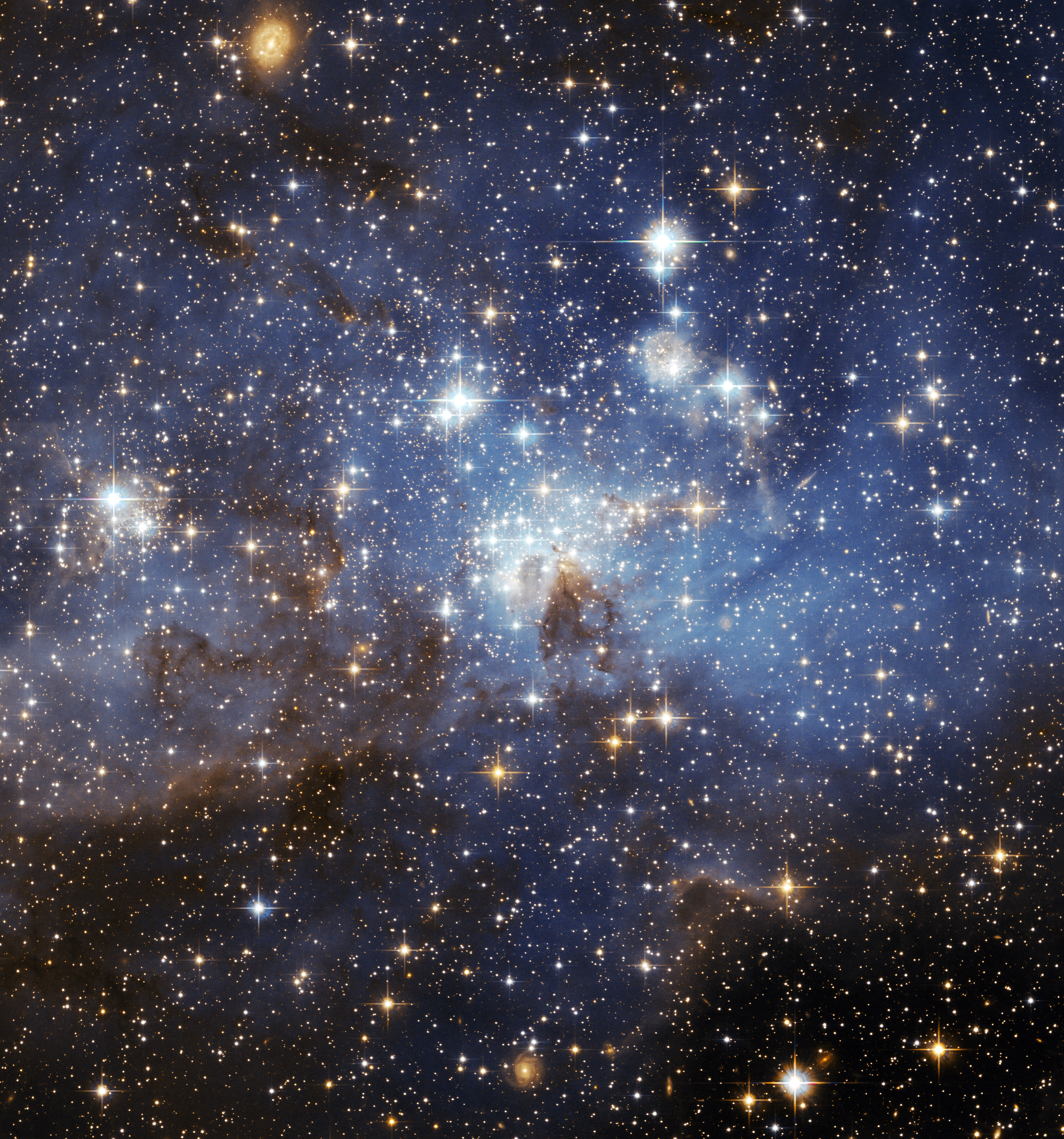
LH 95 nella Grande Nube di Magellano. NASA/ESA

## Osservazione amatoriale

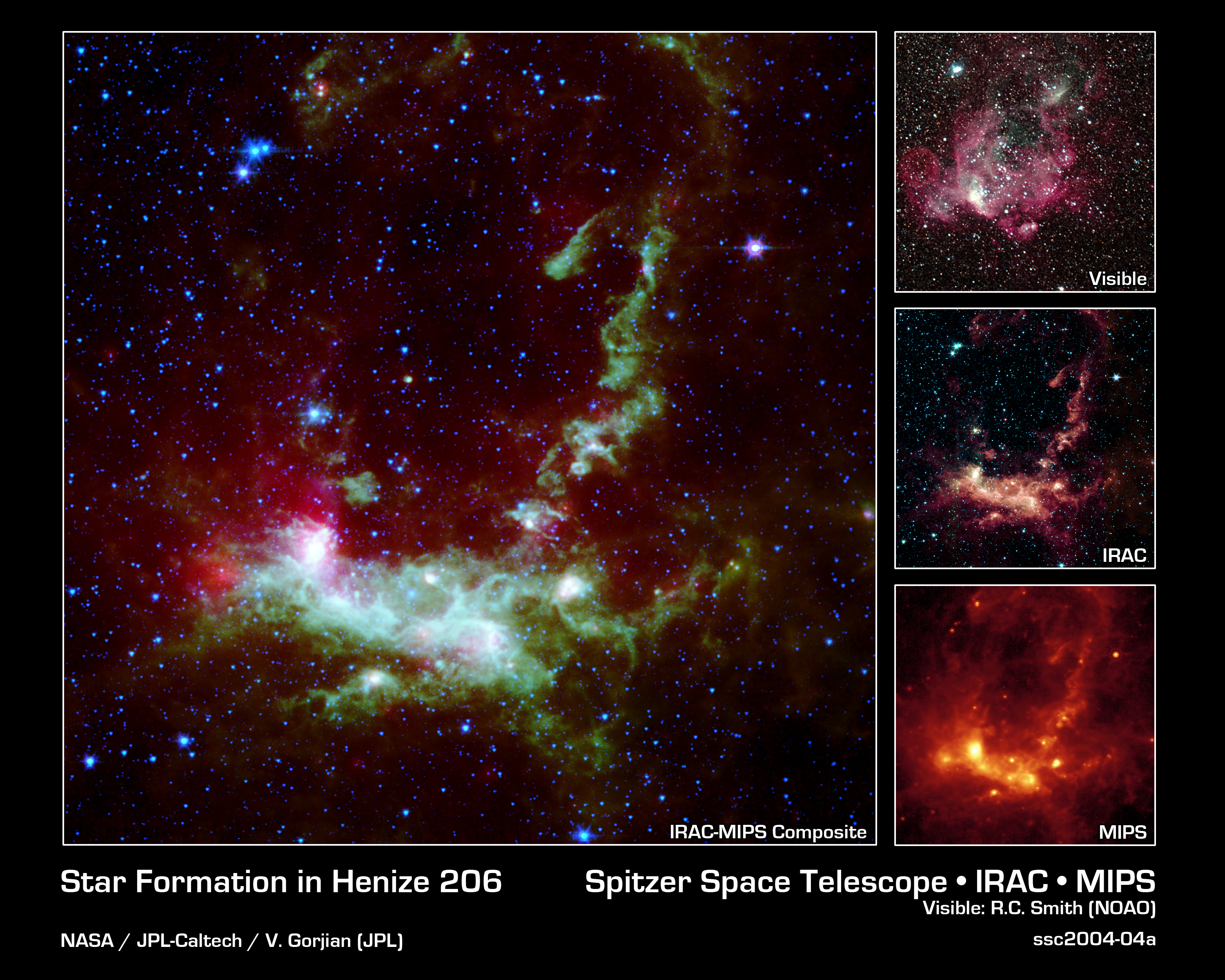
La Grande Nube vista col Telescopio spaziale Spitzer nell'infrarosso; le sezioni a destra si riferiscono alla nebulosa Heinze 206, in cui è attiva la formazione stellare.

La Grande Nube di Magellano è un oggetto dell'emisfero australe, visibile dalla Terra solo da latitudini inferiori al diciottesimo parallelo nord; il suo debole chiarore tuttavia fa sì che sia ben osservabile solo a partire da circa 1000 km a sud dell'equatore. Invisibile alle latitudini temperate boreali, si presenta circumpolare in quasi tutto l'emisfero sud, quindi da città come Sydney (in Australia), Città del Capo (in Sudafrica) e Rio de Janeiro (in Brasile) è sempre visibile in qualunque periodo dell'anno. Si trova quasi esattamente in direzione del polo sud dell'eclittica, caratteristica che fa in modo che non sia mai osservabile allo zenit in un cielo notturno.
Gran parte della Nube ricade entro i confini della costellazione del Dorado. Si mostra in un cielo non inquinato come una chiazza chiara di forma vagamente ellissoidale, delle dimensioni di 7-8 gradi; dà l'idea di un brandello separato della Via Lattea, visibile una ventina di gradi più ad est. La si individua senza grandi difficoltà, circa 20 gradi a sud-sud-ovest della brillante stella Canopo; la parte più notevole della Nube si trova nell'angolo a nord-est, ed è costituito dalla Nebulosa Tarantola, il cui vago chiarore è distinguibile anche ad occhio nudo nelle notti più buie e limpide.
La caratteristica più evidente anche ad occhio nudo è la grande barra centrale che l'attraversa in senso est-ovest, dove si concentra la gran parte degli oggetti celesti molti dei quali sono visibili anche con un telescopio amatoriale; la parte a nord della barra appare molto frammentata e irregolare, ricchissima di nebulose diffuse e campi di stelle giovani. La parte a sud invece, che ricade nella costellazione della Mensa, non ospita oggetti notevoli e le sue dimensioni sono inferiori rispetto alla parte nord.
Oggetti come la Nebulosa Tarantola e i campi stellari della parte settentrionale appaiono in un riflettore newtoniano da 200 mm ricchissimi di particolari.

## Storia delle osservazioni

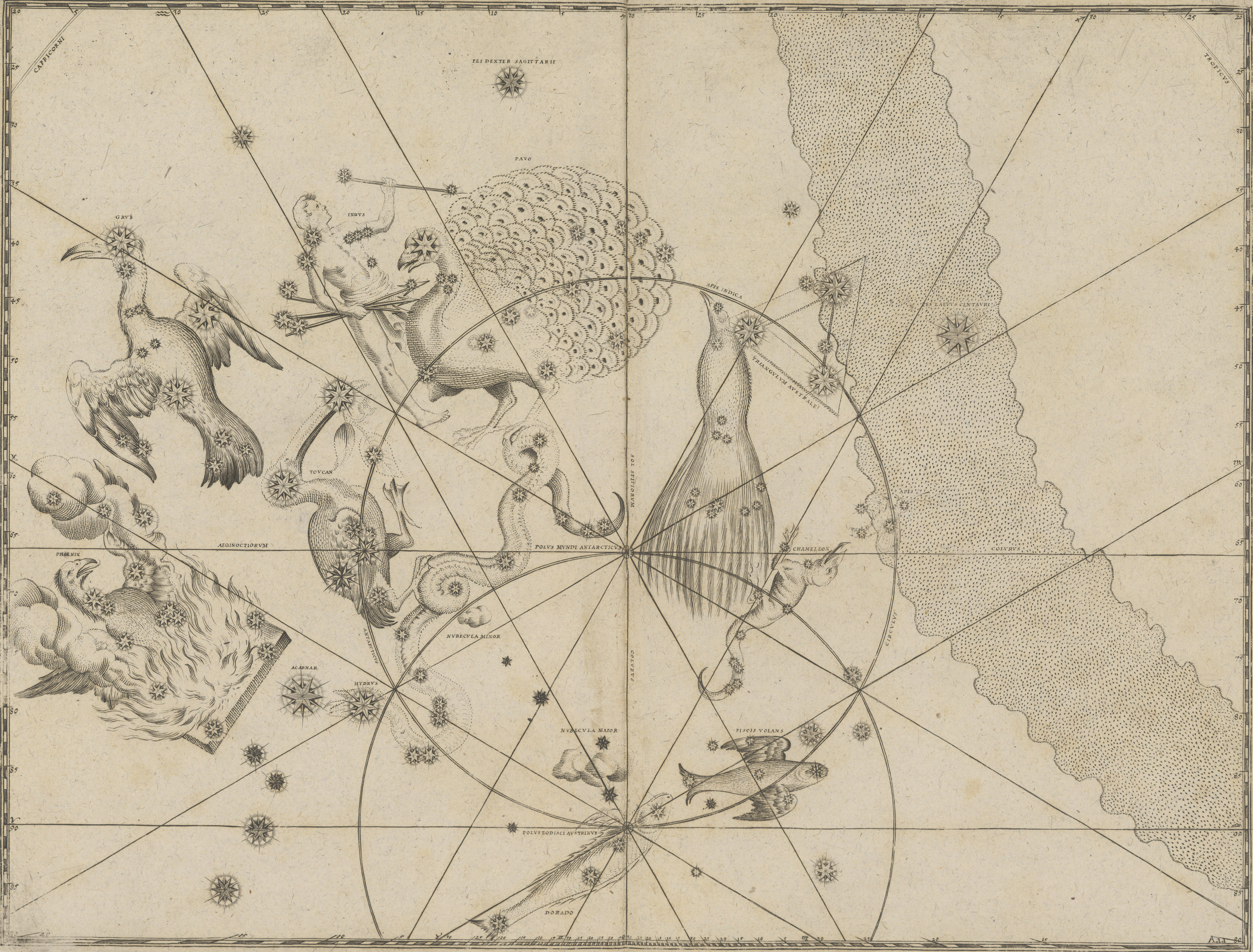
Pagina dell'Uranometria di Bayer raffigurante la porzione di cielo attorno al polo sud celeste; le due nubi, mappate, sono chiamate "Nubecula Major" e "Nubecula Minor".

Proprio a causa della particolare posizione della Grande Nube di Magellano, vicino al polo sud dell'eclittica, dalle latitudini mediterranee non è mai visibile in nessuna delle epoche precessionali; fu così che restò sconosciuta a tutte le civiltà classiche.
Sebbene fosse senz'altro nota agli abitanti dell'emisfero australe, essendo ben visibile ad occhio nudo, ben pochi documenti sulla sua osservazione ci sono pervenuti da questi popoli. La prima documentazione scritta che ci è giunta è infatti quella dell'astronomo persiano Abd al-Rahmān al-Sūfi, nella sua opera Libro delle stelle fisse, datato 964 d.C. Egli affermava che mentre non era visibile dal nord dell'Arabia e dalla città di Bagdad, si mostrava bassa sopra l'orizzonte meridionale dallo stretto di Bab el-Mandeb, a 12° 25' nord.
In seguito le nubi furono note col nome "Nubi del Capo", probabilmente chiamate così dai navigatori, prima portoghesi, poi olandesi e danesi, che doppiavano il Capo di Buona Speranza per raggiungere le Indie. Da notare a questo proposito che secoli dopo, nel Settecento, l'astronomo Nicolas-Louis de Lacaille inventò la costellazione della Mensa proprio sotto la Grande Nube, poiché quest'ultima gli rammentava le nuvole che frequentemente circondano la cima del Monte Tabor, vicino a Città del Capo.
Nel 1503-04 l'esploratore fiorentino Amerigo Vespucci la menzionò in una lettera sul suo terzo viaggio; egli fa riferimento a "tre canopi, due chiari ed uno scuro": i due oggetti chiari sono le due Nubi di Magellano, mentre l'oggetto scuro è la Nebulosa Sacco di Carbone, osservabile nella Via Lattea australe. Nel 1515 le nubi vennero descritte dal navigatore Andrea Corsali nel suo viaggio verso Kochi; dello stesso anno è anche la descrizione dello storico Pietro Martire d'Anghiera nel suo De Rebus Oceanicis et Orbe novo.
Il loro nome attuale fu assegnato nel gennaio del 1521 dallo scrittore Antonio Pigafetta, che era imbarcato con la Spedizione di Magellano. Tuttavia, il nome di Magellano divenne diffuso solo molto tempo dopo: nell'Uranometria di Bayer, pubblicata nel 1603, la Grande Nube viene chiamata in latino semplicemente "Nubecula Major", mentre nell'edizione francese del 1795 del catalogo stellare di Flamsteed veniva chiamata in francese "Le Grand Nuage" (La Grande Nube).
Il primo a studiare nei dettagli le nubi di Magellano fu John Herschel, che dal 1834 al 1838 si stabilì a Città del Capo, dove costruì un osservatorio privato. Herschel individuò 278 oggetti diversi all'interno della Grande Nube di Magellano.
Nei primi anni del Novecento l'astronoma Henrietta Swan Leavitt osservò centinaia di stelle variabili nelle immagini delle Nubi di Magellano e notò che alcune tra quelle stelle mostravano una regolarità: le più luminose avevano anche un periodo più lungo. Dopo alcuni studi confermò, nel 1912, che le stelle variabili oggi chiamate Cefeidi, presentano una relazione periodo-luminosità. Questa relazione rese le Cefeidi degli importantissimi indicatori di distanza nell'Universo, perché noto il periodo si può ricavare facilmente la distanza.
Fino alla scoperta della Galassia Nana Ellittica del Sagittario, avvenuta nel 1994, la Grande Nube di Magellano era considerata la galassia più vicina alla Via Lattea; nel 2003, con la scoperta della Galassia Nana Ellittica del Cane Maggiore, il titolo di galassia più vicina passò a quest'ultima.

Posizione della Grande Nube di Magellano rispetto alla Via Lattea e ad altre galassie vicine.

## Distanza e moto proprio
Il metodo delle variabili Cefeidi è stato uno dei più importanti per determinare la distanza della Grande Nube di Magellano; questa classe di stelle mostra, infatti, una relazione tra la loro magnitudine assoluta ed il periodo di variazione di luminosità. Ad ogni modo, la relazione magnitudine-periodo viene modificata da fattori interni alla stella stessa, primo tra i quali il tasso di metallicità. Sfortunatamente, le Cefeidi della Via Lattea che di solito sono usate come metro per calibrare la relazione sarebbero più ricche in metalli di quelle della Grande Nube. Di recente, la luminosità assoluta delle Cefeidi è stata ricalibrata prendendo a modello quelle scoperte nella galassia M106, che possiedono una varietà maggiore di gradi di metallicità.
Utilizzando la nuova unità di misura, fu trovato un valore di circa 48 kpc, pari a circa 157000 al. Questa distanza, leggermente inferiore a quella precedentemente accettata di 50 kpc, è stata confermata da altri studiosi.
Nel corso del Novecento, da quando è stata appurata la vera natura della galassie, si è sempre pensato che la Grande Nube fosse una galassia satellite della nostra Galassia; tuttavia uno studio del 2008 che prende in considerazione le nuove misurazioni del moto proprio della Nube ottenute tramite il Telescopio Spaziale Hubble, rischia di mettere in dubbio questa teoria: infatti queste nuove misurazioni mostrano che la velocità della galassia sia troppo elevata perché sia una vera galassia satellite, mentre sembrerebbe che sia la Grande che la Piccola Nube si stiano in realtà avvicinando per la prima volta alla Via Lattea. Sembra inoltre che le due Nubi non siano un sistema binario di galassie, come pure che la Corrente Magellanica potrebbe avere differenti origini.

## Morfologia

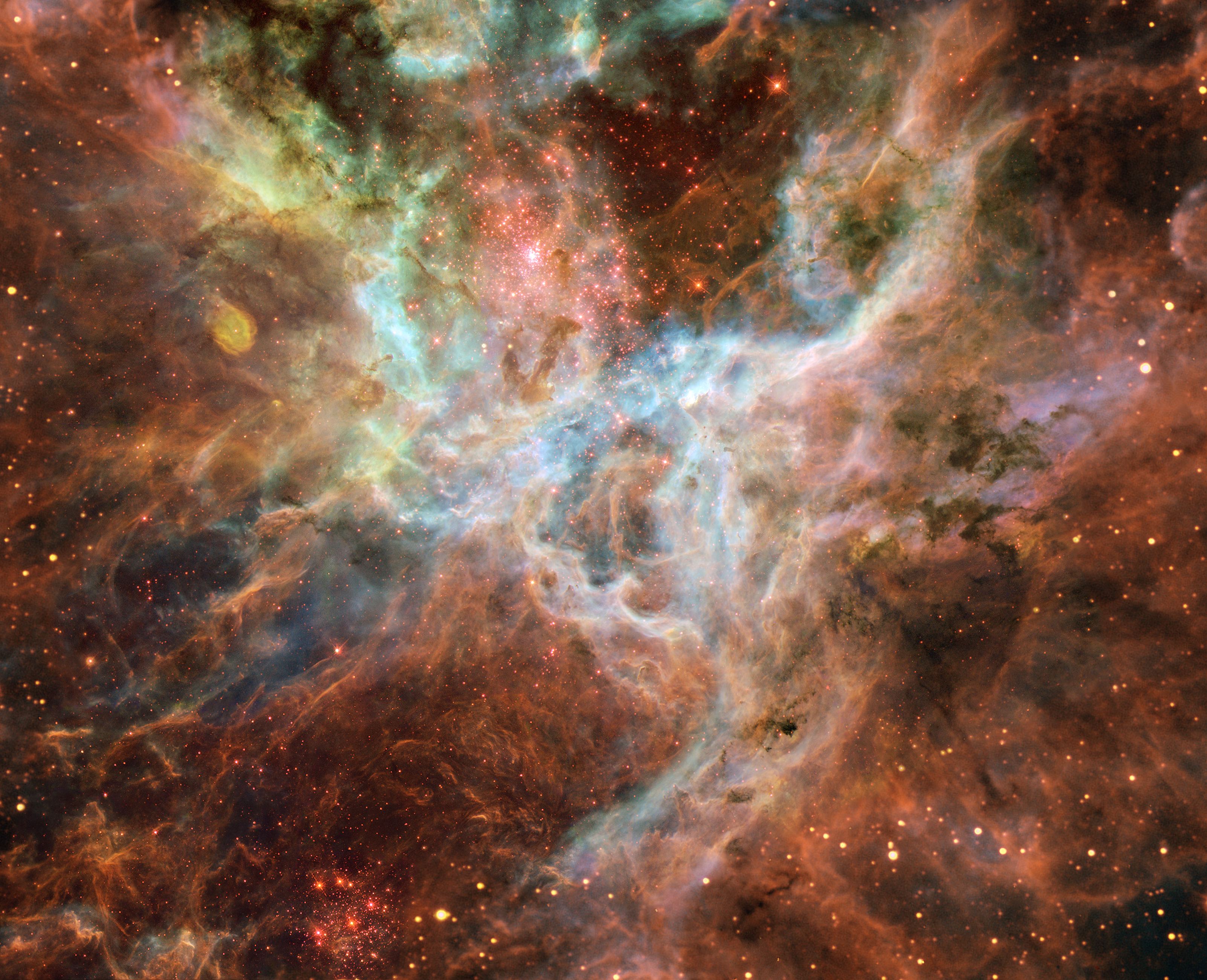
La Nebulosa Tarantola, la grande fornace stellare del Gruppo Locale.

La Grande Nube di Magellano è classificata, secondo il database degli oggetti extragalattici della NASA, di tipo SB(s) m, ossia una galassia spirale barrata (SB) senza struttura ad anello (s) di forma non regolare e priva di bulge (m).
La Nube fu a lungo considerata una galassia planare, ossia di forma piatta, come le galassie spirali dove le sue parti hanno la stessa distanza dalla Via Lattea. Tuttavia nel 1986 gli astronomi Caldwell e Coulson scoprirono una stella variabile cefeide nella parte nordorientale della galassia, la cui posizione risultava assai più vicina alla Via Lattea di tutte le restanti cefeidi della LMC. Più recentemente la diversa disposizione dei campi stellari della Nube è stata confermata attraverso lo studio di altre Cefeidi e la disposizione del ramo delle giganti rosse; tutti gli esiti mostrano che questi campi possiedono un'inclinazione di circa 35° rispetto al piano della Nube. Ulteriori studi sulla struttura della galassia che sfruttano la cinematica delle stelle di carbonio mostrano che il suo disco è spesso da entrambi i lati allo stesso modo.
Riguardo alla distribuzione degli ammassi stellari, Schommer ed altri scienziati misurarono la velocità radiale di oltre 80 oggetti, scoprendo che il sistema di ammassi della Grande Nube possiede una cinematica paragonabile agli oggetti distribuiti su un normale disco galattico. Questi risultati vennero confermati dal team di Grocholski, che calcolarono le distanze tra gli ammassi, scoprendo che sono disposti nello stesso piano dei campi stellari.

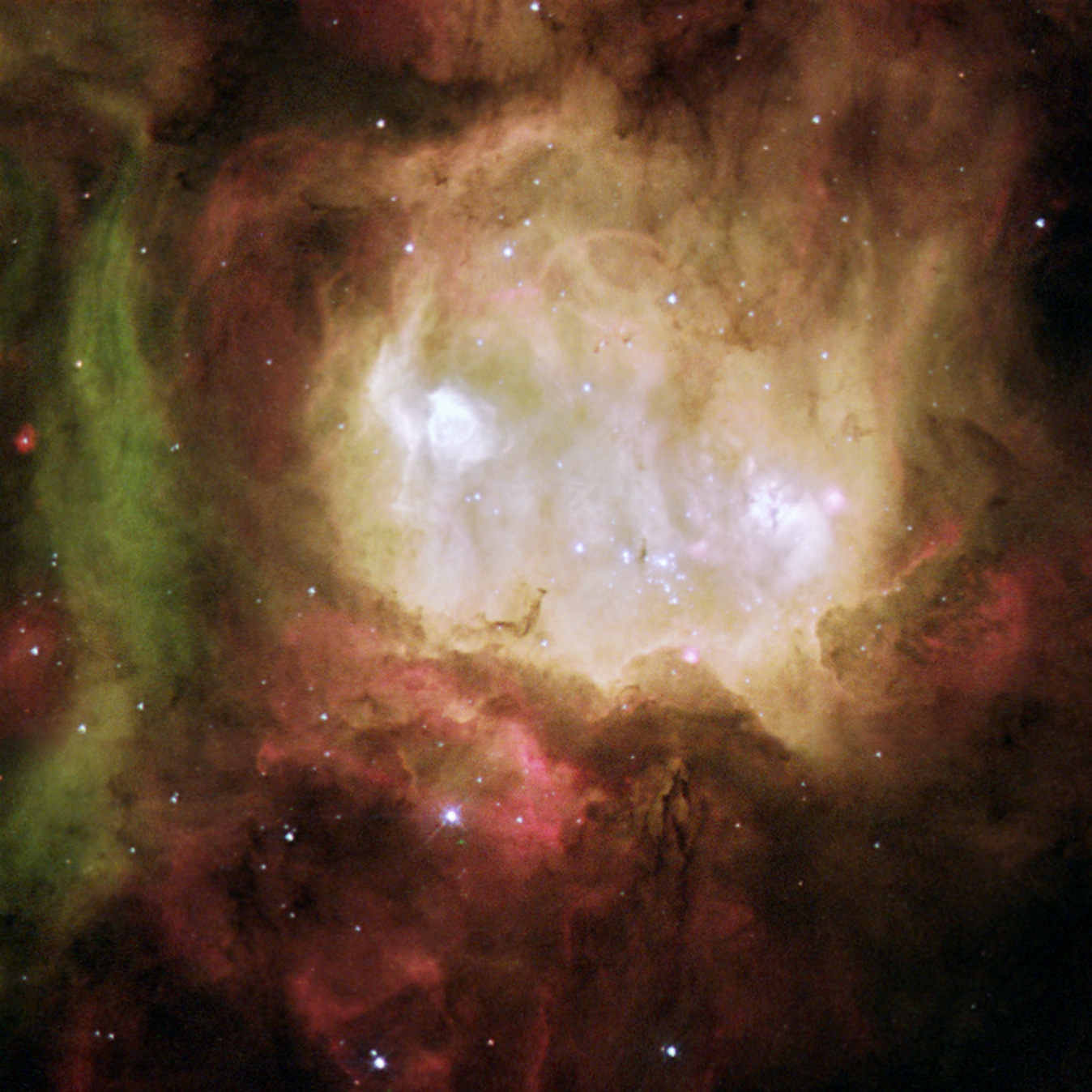
NGC 2080, una notevole nebulosa diffusa nel sud della galassia.

## Caratteristiche
Come la gran parte delle galassie irregolari, la Grande Nube di Magellano è ricchissima di gas e polveri al cui interno frequentemente hanno luogo intensi e vigorosi fenomeni di formazione stellare. L'esempio più evidente è dato dalla Nebulosa Tarantola, la più grande regione di formazione stellare di tutto il Gruppo Locale.

### Oggetti
La Grande Nube è ricca di oggetti e fenomeni celesti di ogni tipo che dà la possibilità agli scienziati di poter analizzare e studiare le reazioni cosmiche, tra cui l'evoluzione stellare; un esempio è dato dalla supernova SN 1987a, esplosa nei pressi della Nebulosa Tarantola nel febbraio del 1987: l'oggetto che diede luogo all'esplosione non fu, come ci si aspetterebbe, una gigante rossa, ma, al contrario, una supergigante blu supermassiccia. Questa supernova fu anche la più vicina osservata negli ultimi secoli, nonché la prima dopo l'invenzione del telescopio.
La stella più luminosa della Grande Nube si trova lungo la sua barra centrale, ed è la variabile S Doradus: invisibile ad occhio nudo, raggiunge nella sua fase di massima luminosità la magnitudine apparente 8,6. Considerata la sua enorme distanza, la sua magnitudine assoluta al massimo è di circa −10, il che significa che se fosse posta alla distanza di 32,6 al dalla Terra, sarebbe in grado di proiettare ombre degli oggetti.
All'interno della galassia sono state recentemente osservate altre due stelle ipergiganti, catalogate come R 66 e R 126; appartengono alla classe O, ossia si tratta di stelle estremamente massicce e luminose, di colore blu e con temperatura superficiale elevatissima. Stranamente, attorno ad esse è presente un disco di polveri.

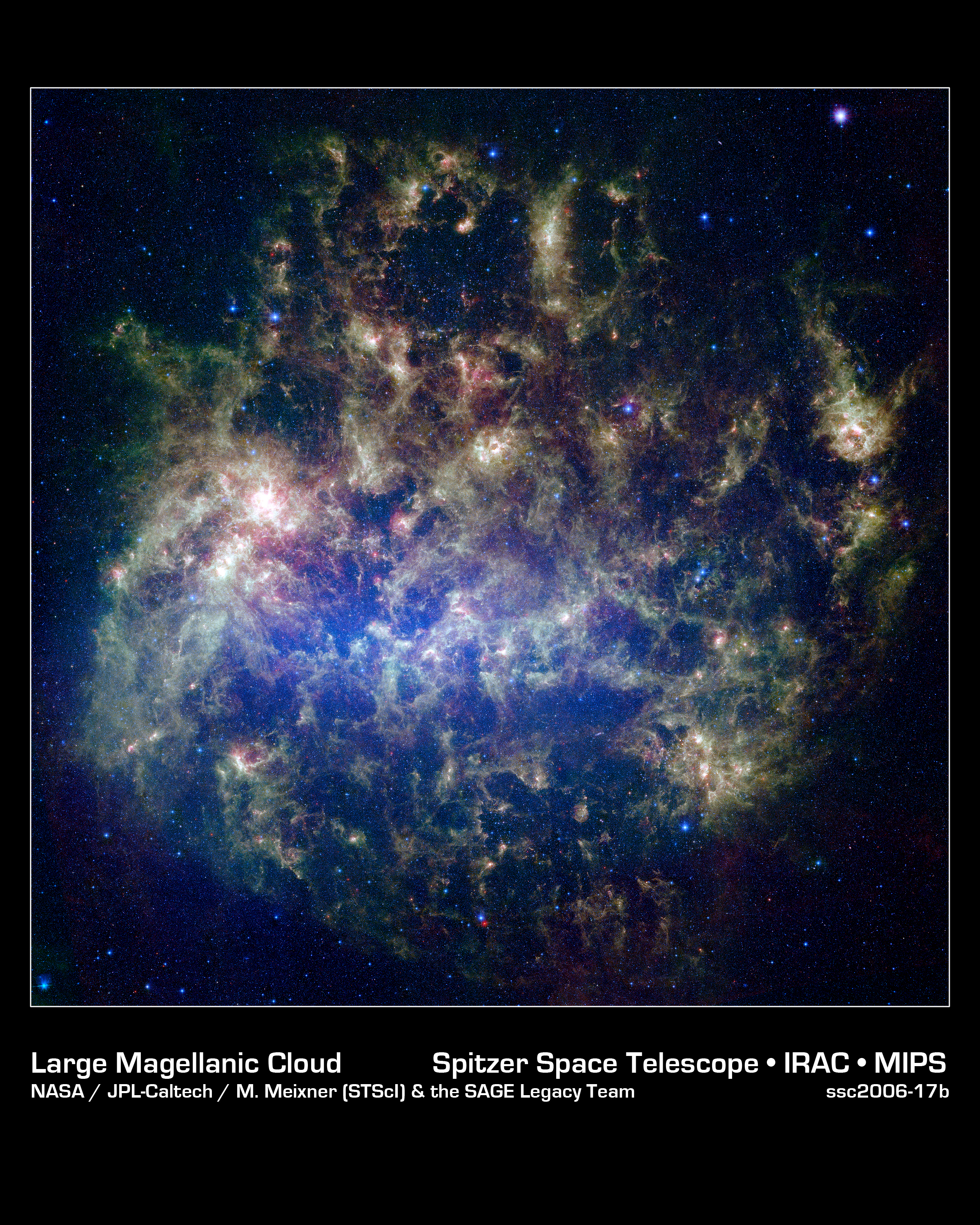
La Grande Nube di Magellano, vista all'infrarosso, appare completamente avvolta da un gigantesco complesso di nebulosità diffuse. L'immagine, presa col Telescopio spaziale Spitzer, è composta da un mosaico di 300 foto, e ha permesso agli astronomi di scoprire oltre un milione di nuovi oggetti, in particolare stelle in età avanzata.

L'intera galassia appare immersa internamente e circondata esternamente da grandi complessi di nebulosità diffuse, che ben si evidenziano nelle immagini all'infrarosso (come quella a destra), mostrandosi di aspetto granulare e ricco di "bozzoli", al cui interno si trovano numerosi ammassi aperti. Nell'immagine il colore blu è dato dalla luce che proviene dalle stelle più vecchie (in massima parte nella barra centrale); le regioni più chiare al di fuori sono affollate da stelle calde e massive ricoperte da spessi strati di polvere; il rosso nei pressi delle regioni chiare è polvere riscaldata dalle stelle, mentre i punti rossi sparsi nell'immagine sono o stelle vecchie coperte da polveri o galassie distanti. Infine, le regioni verdi contengono gas interstellare freddo illuminato dalla luce circostante. Queste immagini all'infrarosso svolgono un ruolo fondamentale nella scoperta, all'interno dei bozzoli di polveri e gas, degli starburst, ossia intensi fenomeni di formazione di stelle ipergiganti, che rapidamente evolvono esplodendo come supernovae; infatti le nubi interstellari, una volta riscaldate da stelle appena nate, emettono radiazione infrarossa, consentendo di scoprire stelle giovani e nuovi ammassi aperti invisibili all'osservazione nella banda del visibile.
Complessivamente, all'interno della Grande Nube sono stati inoltre censiti circa 60 ammassi globulari (poco meno della metà di quelli presenti nella Via Lattea), ben 400 nebulose planetarie ed oltre 700 ammassi aperti, oltre a centinaia di migliaia di stelle giganti e supergiganti.
All'interno della Nebulosa Tarantola brillano due grandi ammassi aperti, noti come Hodge 301 e R136, responsabili della sua grande luminosità. Altre nebulose minori sono visibili nel settore nord della galassia, mentre tra gli ammassi aperti i più notevoli sono NGC 1850 e NGC 1872; di notevole interesse per astronomi e scienziati è inoltre la nebulosa N44, che contiene al suo interno una vasta area priva di gas, al cui interno si trova un brillante ammasso di stelle giovani.
L'8 dicembre 2011 è stata scoperta nella Nebulosa Tarantola VFTS 102, una stella che gira su se stessa con una velocità di 600 km/s. Nel 2022 è stata resa nota la scoperta, sempre nella medesima nebulosa, di un buco nero di massa stellare la cui stella generatrice sarebbe scomparsa senza emissioni energetiche in banda X, caratteristica comune di questi fenomeni e che proprio per tale motivo vengono rilevati. La scoperta è stata fatta a seguito di alcuni anni di osservazioni grazie allo strumento FLAMES installato presso il VLT di ESO.

### Strutture esterne
Al di fuori della galassia un grande flusso di idrogeno neutro e stelle, noto come Corrente Magellanica, connette le due Nubi alla Via Lattea; questo lungo ponte di materia si sarebbe formato a seguito dei vari transiti ravvicinati con la nostra Galassia. Le sue dimensioni apparenti raggiungono i 180° di volta celeste.
Una seconda struttura, chiamata Ponte Magellanico, collega la Grande Nube con la Piccola Nube; oltre all'idrogeno sono presenti in piccola percentuale altri metalli, in origine appartenenti ad entrambe le Nubi, nonché un discreto numero di stelle isolate e piccole associazioni.

## Sorgenti di raggi X
Al di là delle sorgenti di fondo, durante il primo volo del razzo-sonda Nike-Tomahawk nel 1966 non venne registrata alcuna sorgente di raggi X; neppure nella seconda missione vennero individuate sorgenti X nella fascia 8-80 KeV.
Nei lanci successivi venne programmato di studiare in dettaglio la Grande Nube di Magellano alla ricerca di sorgenti, la prima delle quali venne localizzata alle coordinate 05h 20m :; −69° : e facente parte sicuramente della galassia. Questa sorgente si estende per circa 12° e le sue emissioni sono comprese fra 1,5 e 10,5 keV, che alla distanza di 163000 pc equivalgono a 4×1038 erg/s. Nel 1970 venne lanciato con un missile Thor uno strumento di rilevazione di sorgenti cosmiche di raggi X, allo scopo di indagare la Piccola Nube di Magellano per la prima volta e approfondire gli studi sulla Grande Nube; si è così notato che la sorgente precedente identificata conteneva la stella ε Doradus.
La sorgente LMC X-1 coincide con una stella binaria a raggi X di grande massa, così come le successive sorgenti scoperte, denominate LMC X3, X4 e A 0538-66; fa eccezione la LMC X2, che si è appurato si tratti di una stella binaria a raggi X di piccola massa, l'unica conosciuta nella Grande Nube ad associata a emissioni X.
Un'altra sorgente di raggi X è l'oggetto DEM L 316, formato da due resti di supernova; lo spettro di quest'oggetto ottenuto tramite osservazioni a raggi X rivela che l'involucro di gas di uno dei due resti contiene un'elevata percentuale di ferro, compatibile con un'esplosione di supernova di tipo Ia, mentre la minore abbondanza del secondo resto implica l'esplosione di una supernova di tipo II.
Ad altri resti di supernova sono associate delle pulsar, come nel caso di SNR 0538-69.1, che contiene una pulsar con periodo di 16 millisecondi, e SNR 0540-697.

## Osservazione inversa
Da un ipotetico osservatore situato nella Grande Nube, la Via Lattea sarebbe uno spettacolo imperdibile: la magnitudine apparente integrata della nostra Galassia sarebbe infatti pari a −2, ossia 14 volte più brillante di come ci appare la LMC dalla Terra, e occuperebbe circa 36° d'arco nella volta celeste, cioè oltre 70 volte il diametro della Luna piena.
A causa della relativamente elevata latitudine galattica della Nube, questo osservatore avrebbe una vista "obliqua" della Via Lattea, che quindi sarebbe visibile per intero senza l'interferenza data dalle polveri interstellari, che rende lo studio della Galassia dalla Terra notevolmente difficoltoso.
La Piccola Nube di Magellano apparirebbe invece come una macchia chiara di magnitudine apparente 0,6, di dimensioni maggiori di come appare a noi, e sarebbe visibile ad oltre 90° di distanza dalla Via Lattea; le sue dimensioni e la sua luminosità apparirebbero simili a quelle della Grande Nube vista dalla Terra.

## Galleria d'immagini

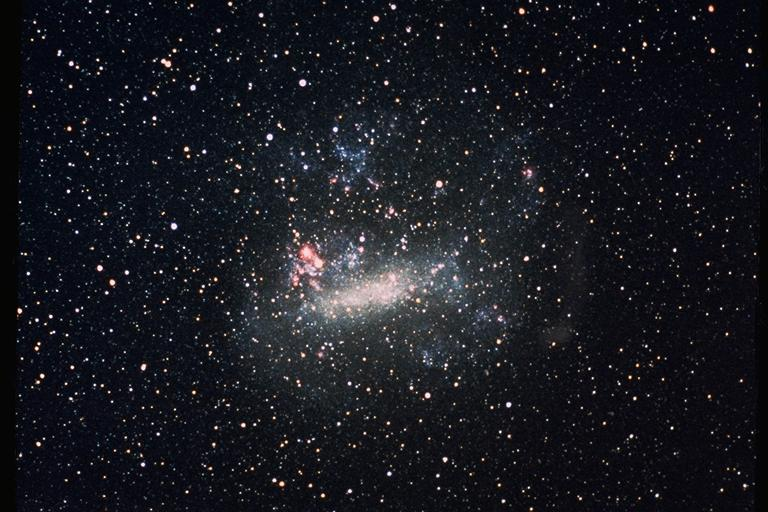
La Grande Nube di Magellano.
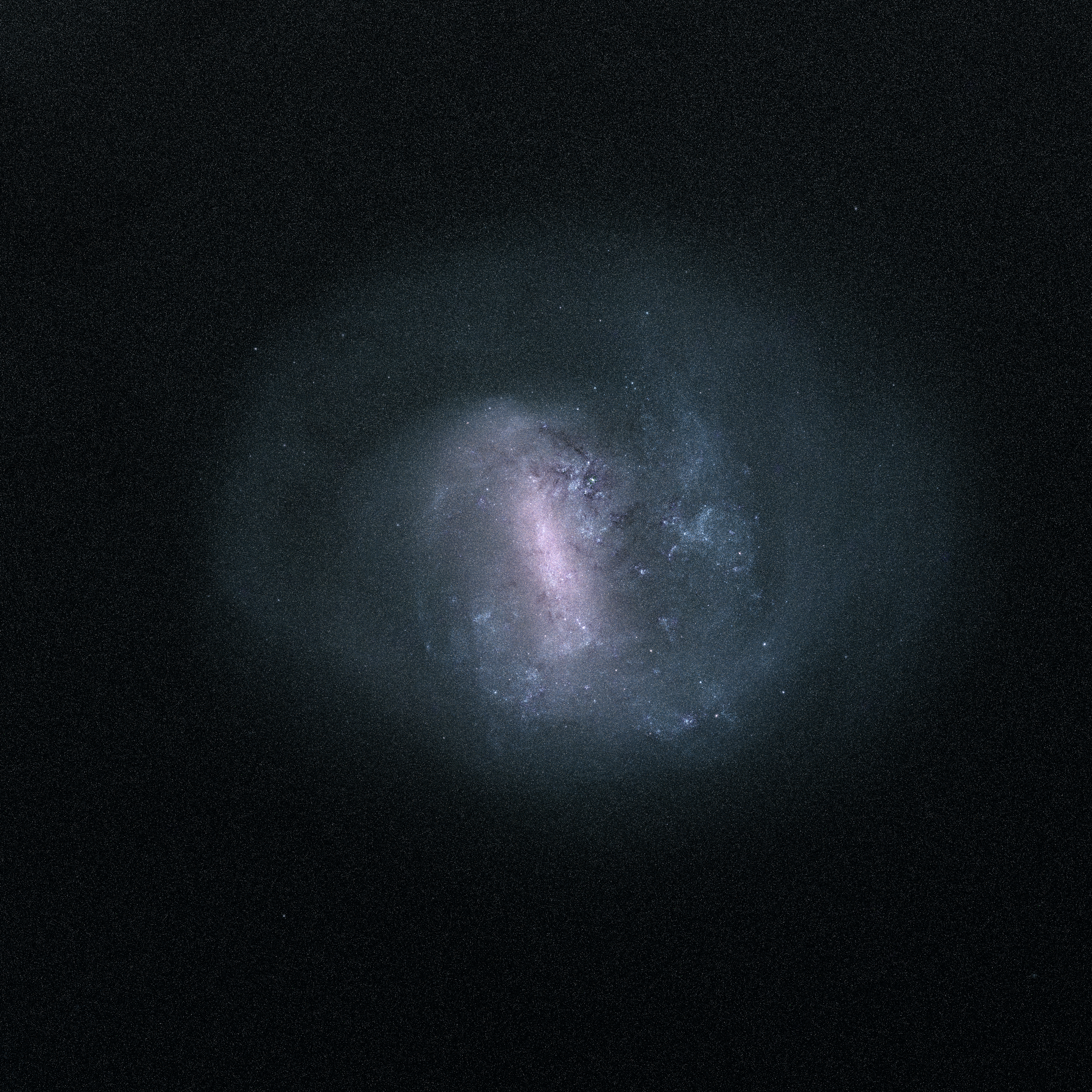
La nube ripresa dal satellite Gaia non in una fotografia, ma combinando le misurazioni prese per ogni pixel.
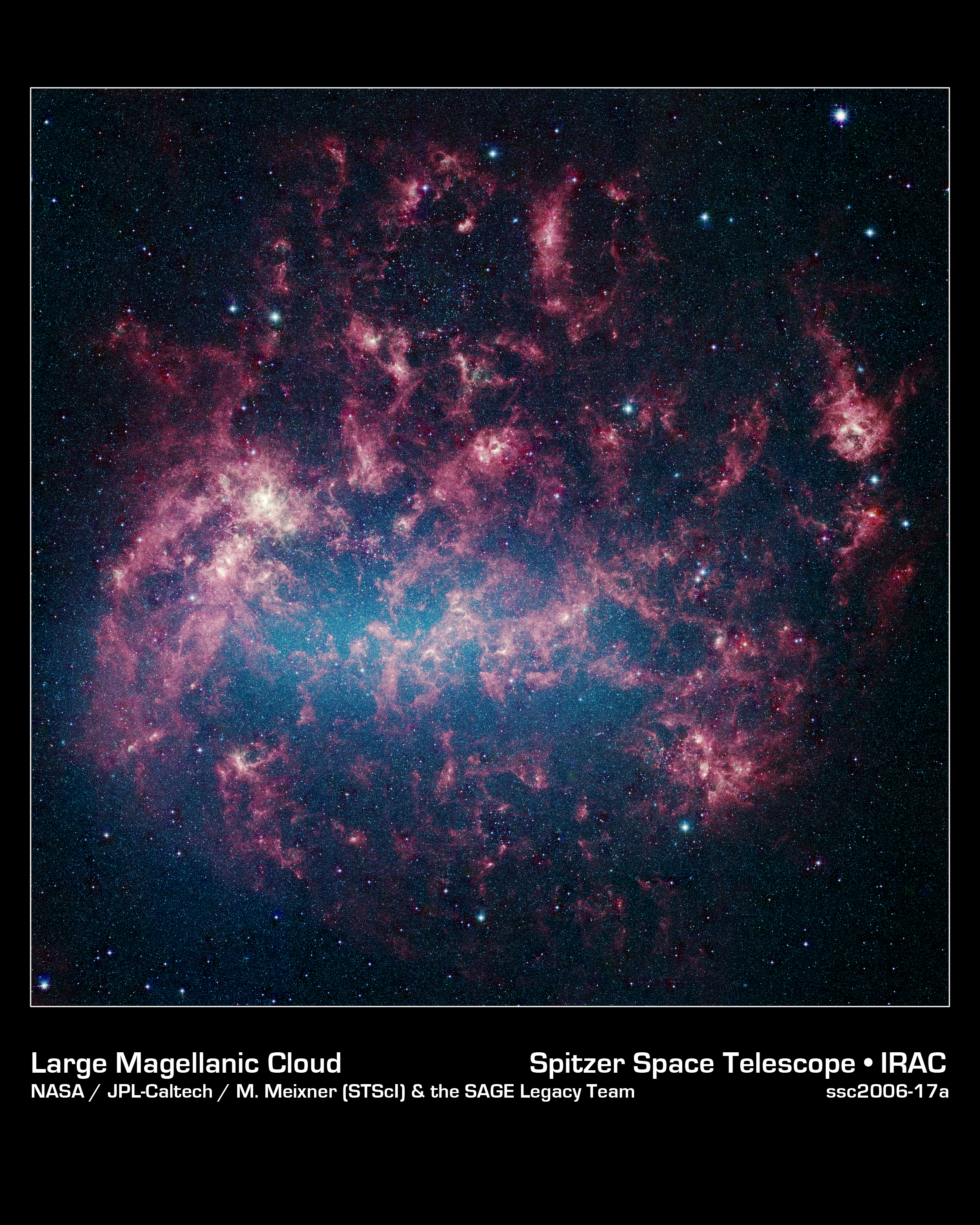
Grandi complessi nebulosi avvolgono la Grande Nube di Magellano.
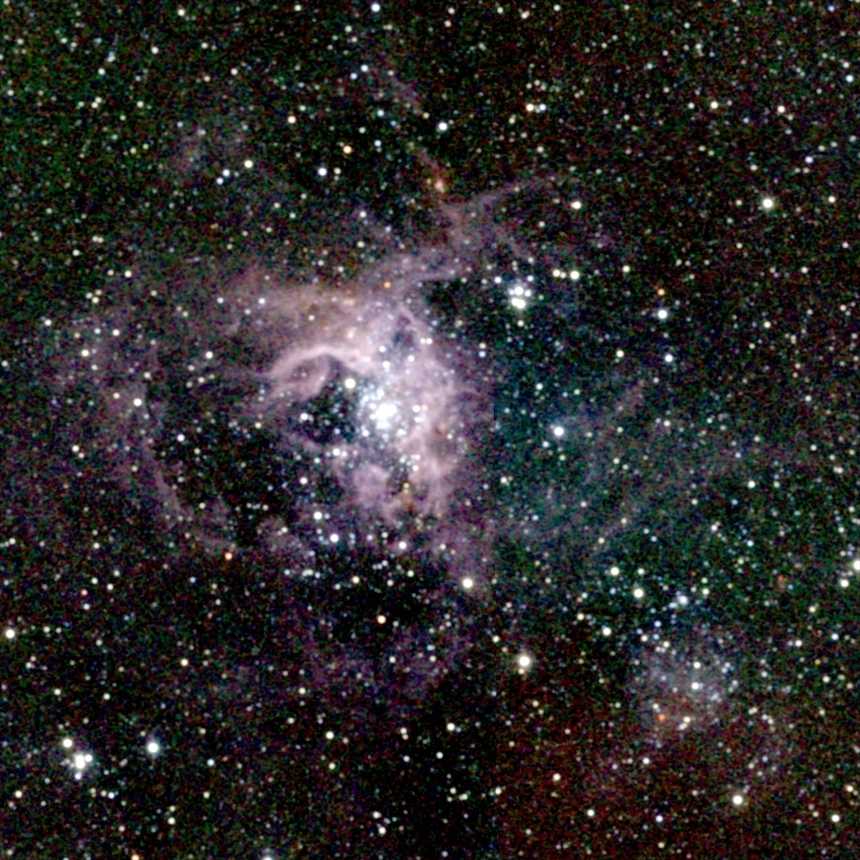
La Nebulosa Tarantola.
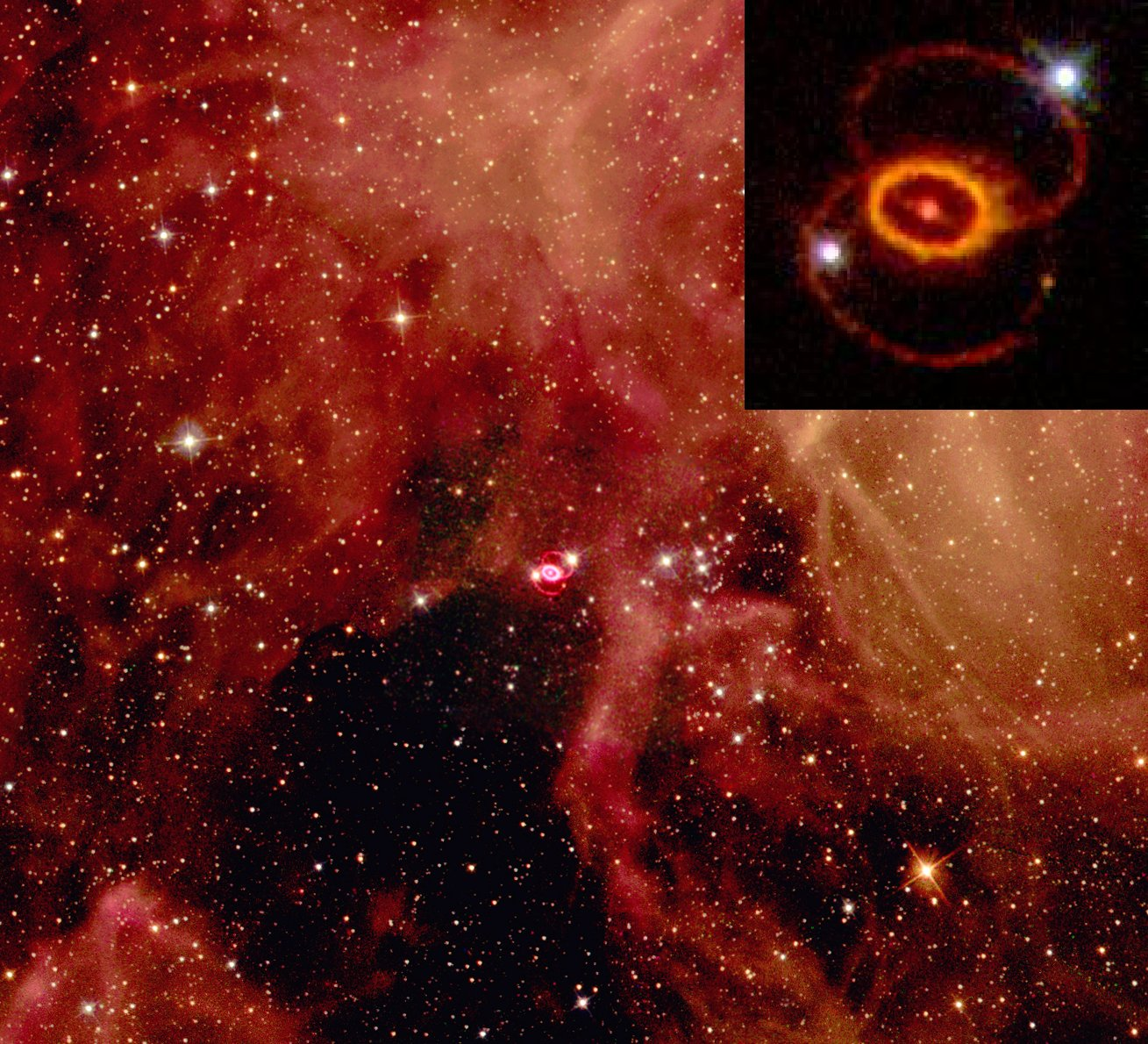
Il resto di supernova 1987a.
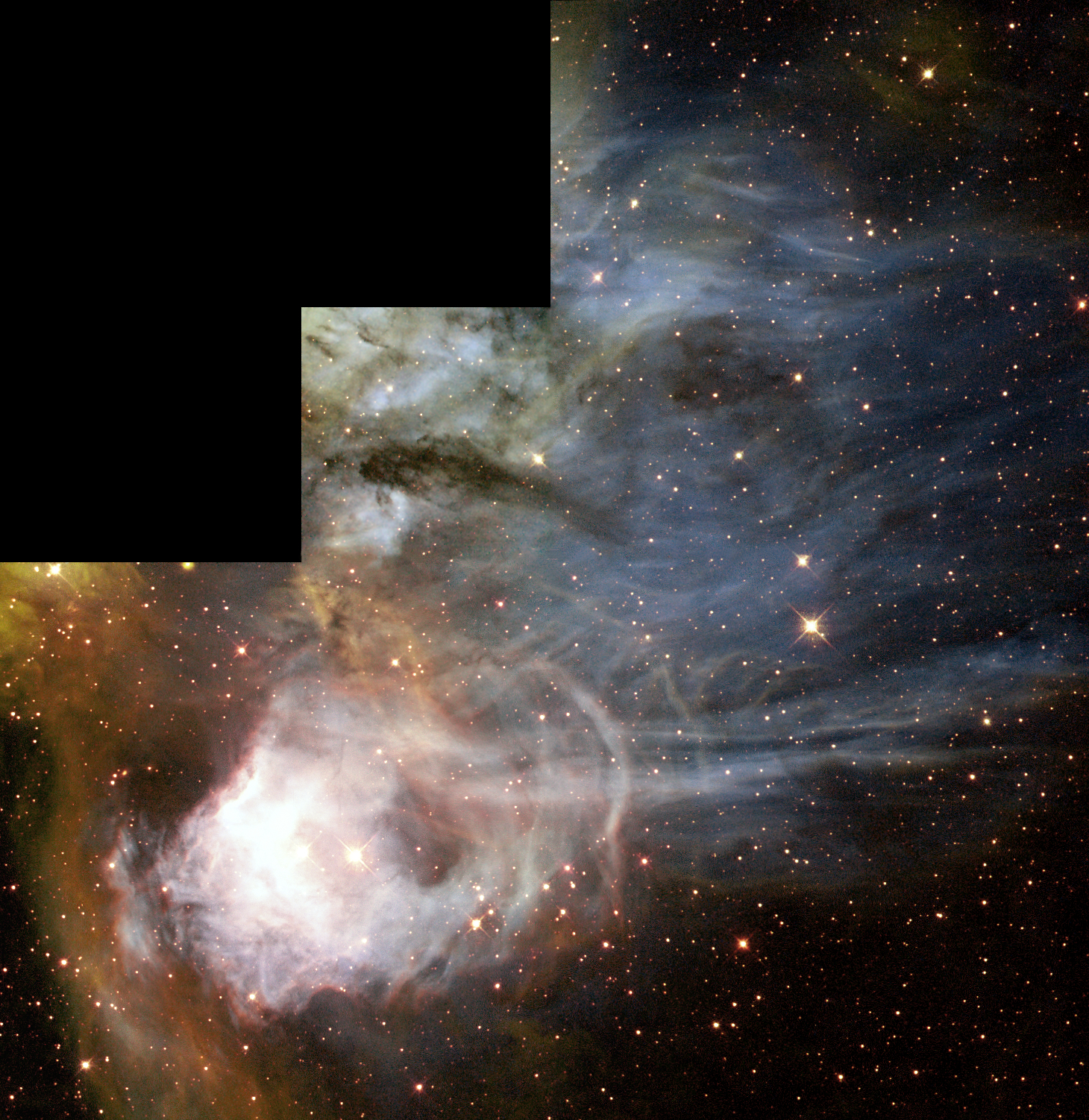
N44, una grande nebulosa la cui forma è oggetto di studio.
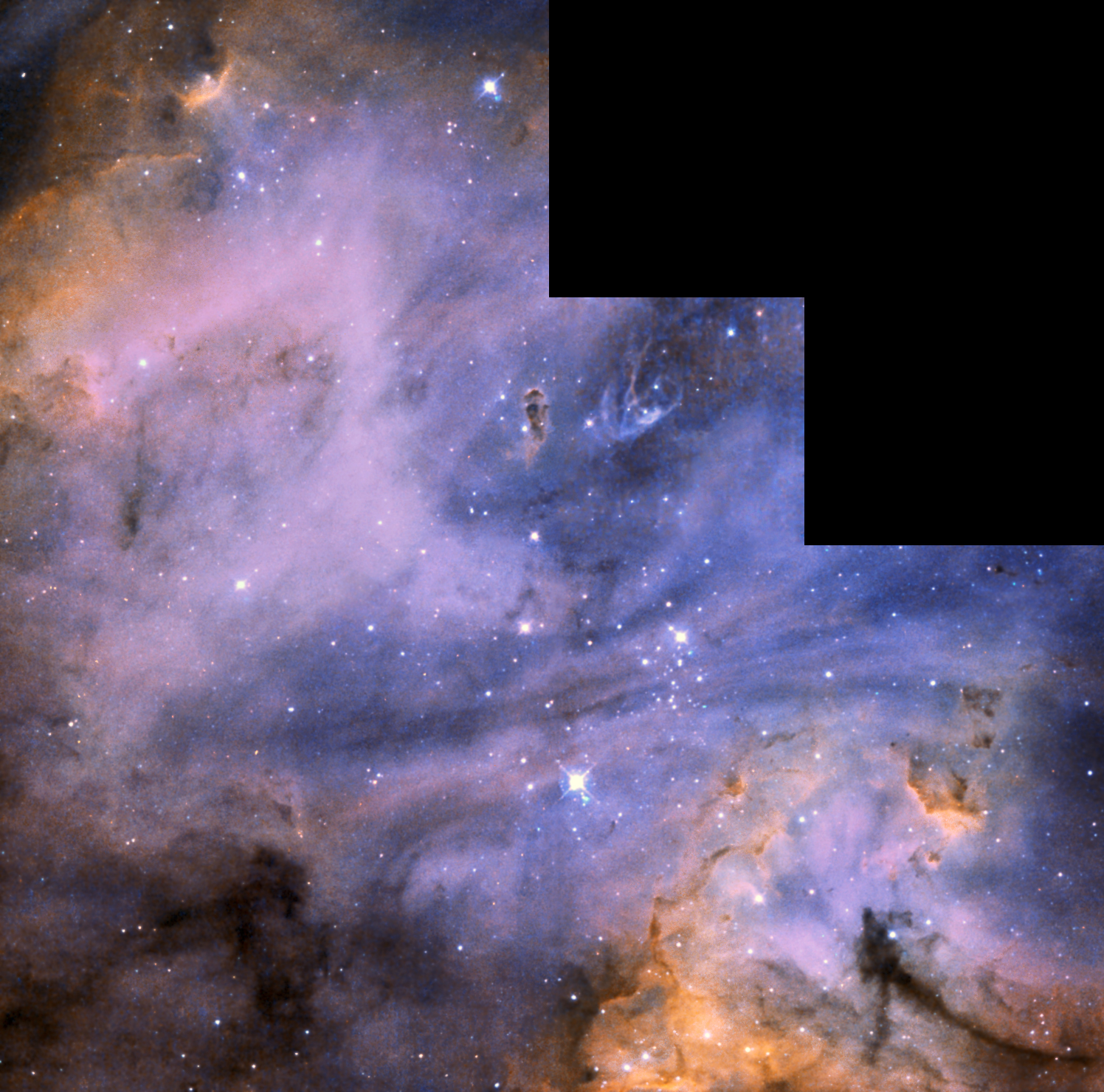
N 180B, o NGC 2122, una nebulosa diffusa in cui si evidenziano dei globuli di Bok.
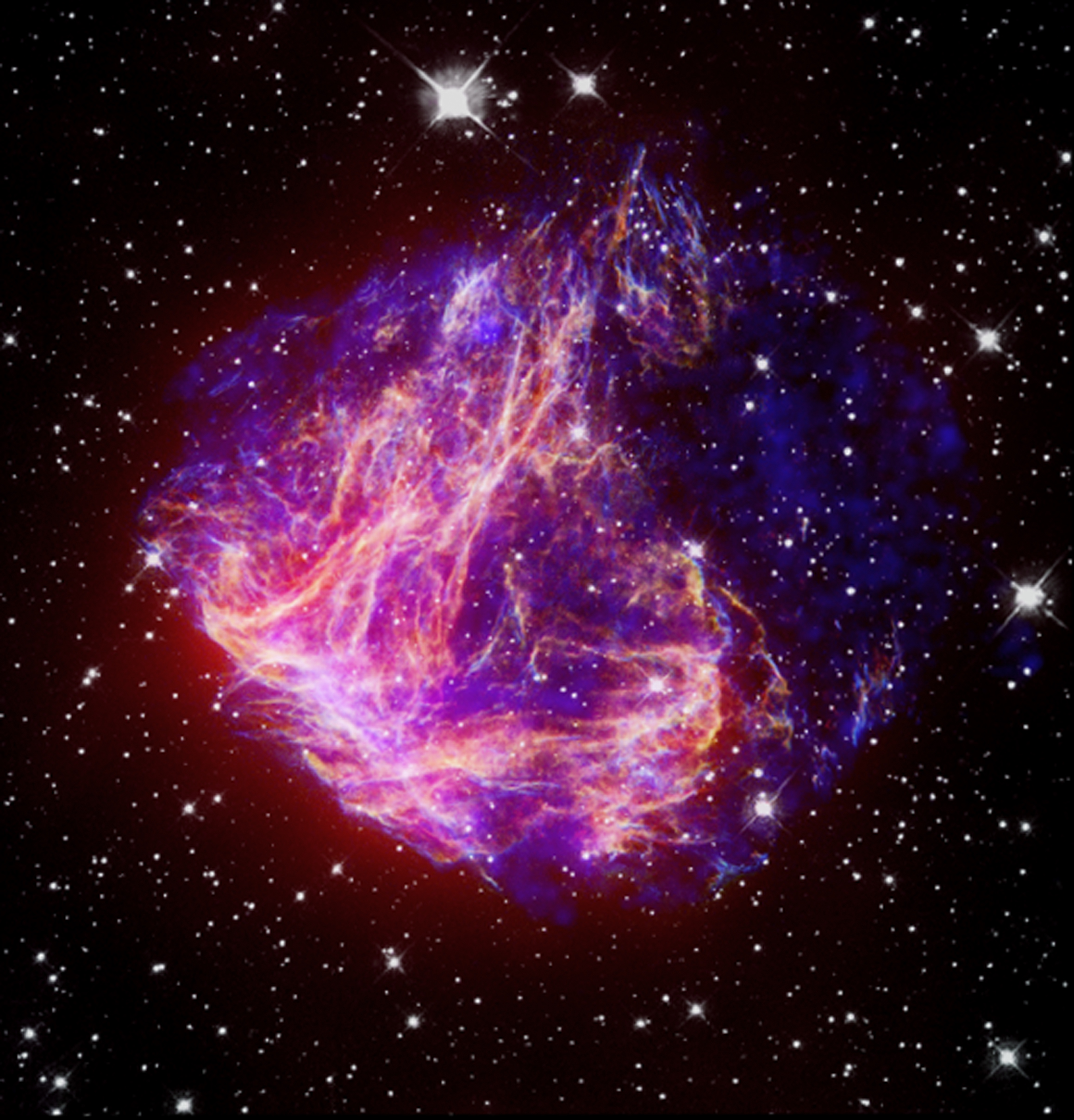
N49, un resto di supernova, ripreso dal Telescopio Spaziale Hubble.
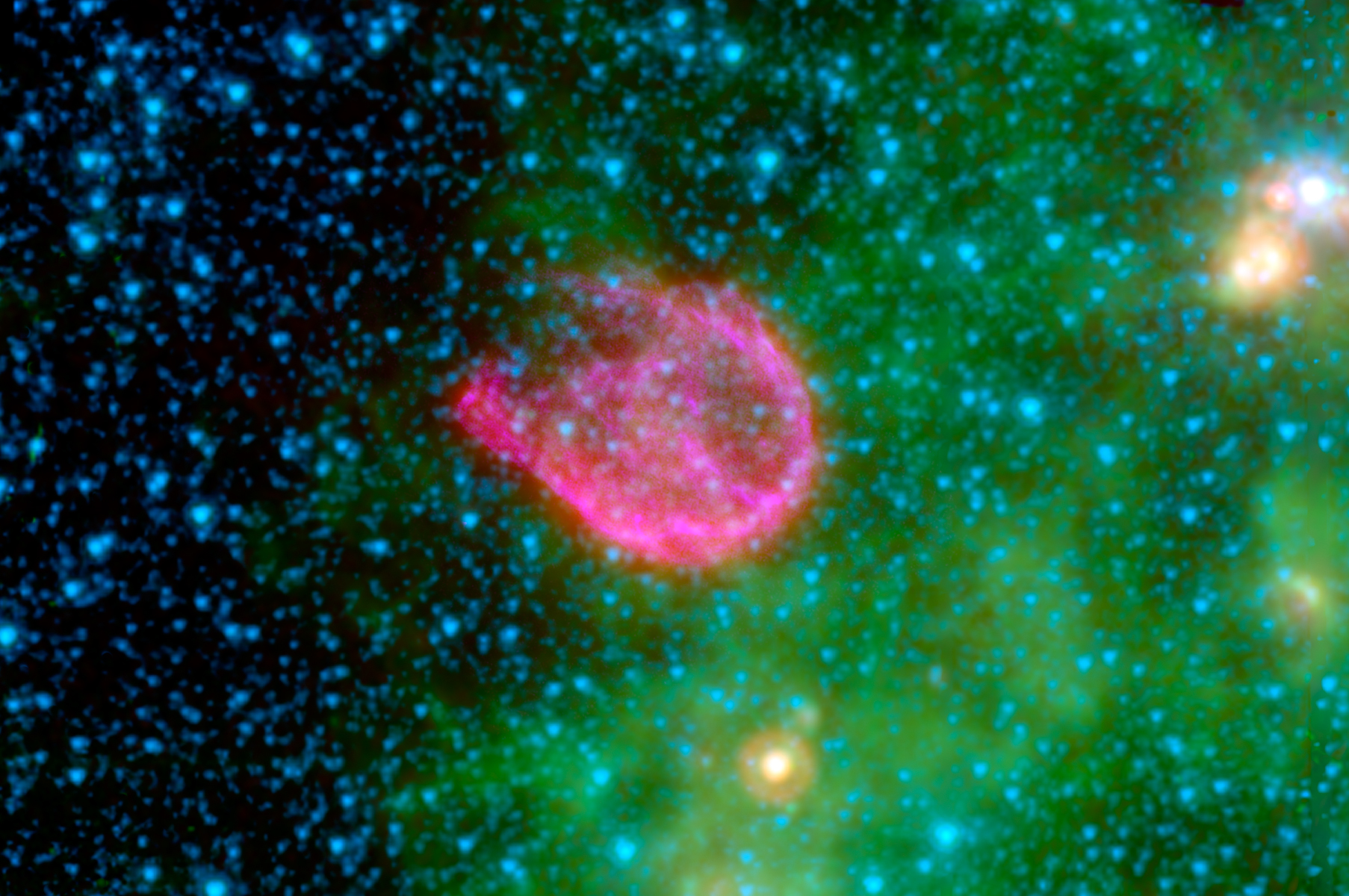
N132D, un resto di supernova.

## Voci correlate

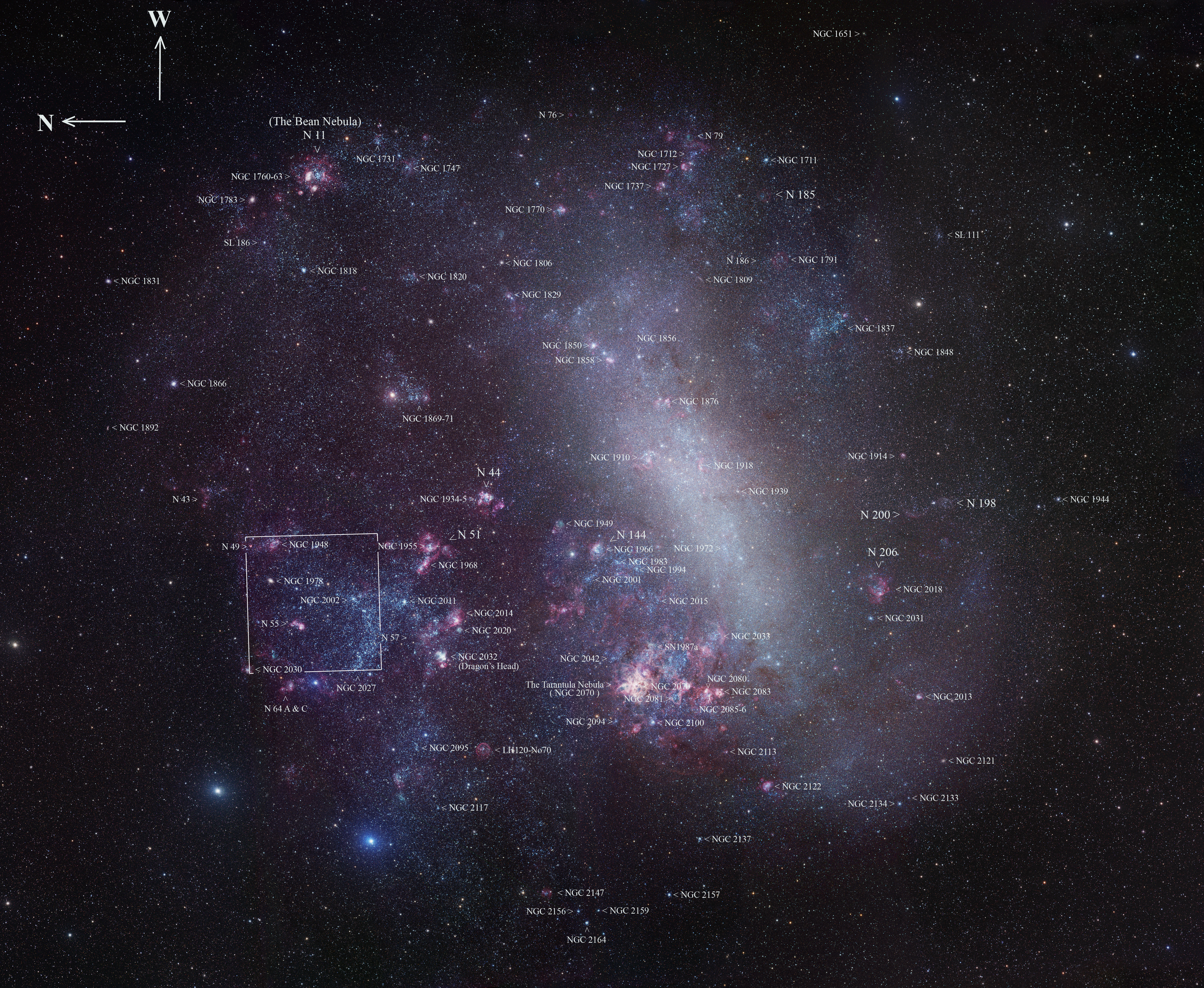
Immagine della Nube di Magellano con indicata la posizione degli oggetti più luminosi.